# Lutgarda di Tongres
Lutgarda (Tongeren, 1182 – Aywieres, 16 giugno 1246) è stata una monaca cristiana fiamminga, venerata santa dalla Chiesa cattolica, che la ricorda il 16 giugno.

## Biografia
Priora di un monastero benedettino, si distinse per l'intenso misticismo e le numerose visioni della passione che ricevette. Nel 1216 le apparve Papa Innocenzo III subito dopo la sua morte, tutto avvolto dalle fiamme: il pontefice le spiegò che era in Purgatorio e vi sarebbe stato fino alla fine del mondo, punito da Dio per le sue colpe.
La santa rappresenta un simbolo del nazionalismo fiammingo per la sua irriducibilità nell'ostinarsi ad usare il fiammingo.

## Culto
Santa Lutgarda è compatrona del Belgio e particolarmente dei fiamminghi.